# المسيلة (فرع العدين)

تعديل مصدري - تعديل

المسيلة محلة تابعة لقرية الباركة، التابعة لعزلة بني يوسف بمديرية فرع العدين إحدى مديريات محافظة إب في الجمهورية اليمنية، بلغ تعداد سكانها 217 حسب تعداد اليمن لعام 2004.